# 八王子市立長房小学校
八王子市立長房小学校（はちおうじしりつ ながぶさしょうがっこう）は、東京都八王子市長房町にある公立小学校。
2024年（令和6年）9月1日現在、生徒数172人（内特別支援学級児童数44人）である。

## 沿革
- 1969年（昭和44年）
  - 07月1日 - 八王子市立長房小学校設置
  - 09月1日 - 開校式 学級数16 児童数391名
  - 11月1日 - 校舎落成式（開校記念日）
- 1970年（昭和45年）09月02日 - プール・付属建物完成
- 1971年（昭和46年）07月17日 - 正門前歩道橋完成
- 1972年（昭和47年）03月31日 - 体育館完成
- 1974年（昭和49年）03月25日 - 船田小学校開校に伴うお別れ式
- 1982年（昭和62年）04月06日 - 特別支援学級なのはな開設

（この節の出典：）